# Dubowo-Wasyliwka
Dubowo-Wasyliwka (ukr. Дубово-Василівка) – wieś na Ukrainie, w obwodzie donieckim, w rejonie bachmuckim, w hromadzie Sołedar. W 2001 liczyła 13 mieszkańców.